# Chantalvergyrgyn

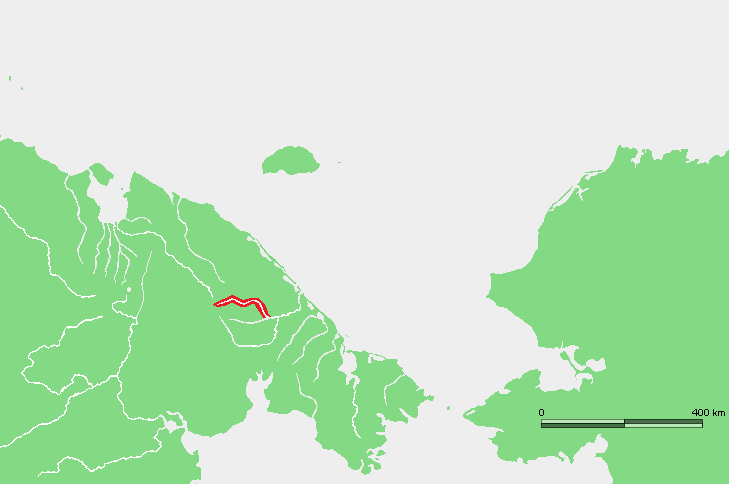
Vị trí dòng chảy Chantalvergyrgyn

Chantalvergyrgyn (tiếng Nga: Чантальвэргыргын), cũng viết là Chantalveergyn, là một sông tại khu tự trị Chukotka, thuộc vùng Viễn Đông Nga. Sông chảy theo hướng đông bắc và sau đó theo hướng đông đến miền trung Chukotka rồi hợp lưu vào sông Amguyema từ bờ tả. Đầu nguồn của sông rất gần với Vòng Bắc Cực.
Sông Chantalvergyrgyn chảy qua các khu vực dân cư thưa thớt. Mùa đông tại khu vực sông kéo dài và khắc nghiệt, bề mặt sông bị đóng băng trên 8 tháng mỗi năm. Trên sông có các loài cá hồi, cá hồi trắng, Thymallus, cá Osmer, cá chó, cá tuyết sông, cá chép.
Sông Ekityki là một chi lưu hữu ngạn của Chantalvergyrgyn.